# Wapen van Vollenhove
Met het wapen van Vollenhove kan het wapen van de gemeente Vollenhove, het wapen van Stad Vollenhove of het wapen van de gemeente Ambt Vollenhove worden bedoeld.

## Geschiedenis
Bij de oprichting van de Nederlandse gemeenten naar Frans voorbeeld aan het begin van de negentiende eeuw werd de gemeente Vollenhove opgericht. Deze werd reeds op 1 juli 1818 gesplitst in twee nieuwe gemeenten: Stad Vollenhove en Ambt Vollenhove. Deze splitsing hield stand tot 1 februari 1942. De beide gemeenten werden op die datum weer samengevoegd tot een nieuwe gemeente Vollenhove. De eerste gemeente Vollenhove heeft nooit een wapen gehad, de gemeente Stad Vollenhove kreeg het oude stadswapen bevestigd en aan de overige gemeenten werd een nieuw wapen verleend.
Alle drie de wapens tonen het zilveren kruis van het Sticht Utrecht. Het wapen is in enkele versies aangevuld met sterren, waarvan de oorsprong onbekend is. Het zilveren kruis komt ook terug in het wapen van de voormalige waterschap Vollenhove. Daarnaast komt het sinds 2002 in aangepaste vorm voor op de officieuze vlag van Vollenhove.

### Wapen van Stad Vollenhove
Op 24 november 1819 werd door de Hoge Raad van Adel aan Stad Vollenhove een wapen bevestigd. Dit wapen was het oude stadswapen. Het is een raadselwapen vanwege de gouden ster op het zilveren kruis. De omschrijving van het wapen luidt als volgt:
Van rood, waarop een kruis van zilver, beladen met eene zespuntige gouden ster en gekantonneerd van boven met een vijfpuntige zilveren ster en van onderen met een zespuntige dergelijke. Het schild gedekt met een gouden kroon en ter linkerzijde vastgehouden door een hert in zijne natuurlijke kleur, met een halsband van lazuur, waaraan een gouden ring en door dezelve een lint van lazuur.
Het schild is rood van kleur met daarop een wit kruis (het wapen van Utrecht) met op de vier rode vlakken witte sterren. De bovenste twee hebben vijf punten en de onderste twee hebben er zes. In het midden van het schild op het kruis een gouden zesarmige ster. Als schildhouder een bruin hert. Het hert heeft een blauwe halsband met daaraan een gouden ring waaraan weer een blauw lint. In de tekst wordt niet vermeld dat de kroon vijf bladeren heeft en dat het hert van het wapen wegkijkt. De stadvlag uit 2002 is afgeleid van dit wapen.

### Wapen van Ambt Vollenhove
Het wapen voor Ambt Vollenhove werd op 1 november 1898 verleend. Het leek veel op het wapen van de stad, echter zonder de zilveren sterren in de kwartieren. Officieel is ook dit wapen een raadselwapen, vanwege de gouden ster op het zilveren kruis. De omschrijving luidt:
In keel een kruis van zilver, op het kruispunt een zespuntige ster van goud.
Het wapen is rood van kleur met daarop een zilveren kruis. Op het kruispunt van de armen is een gouden ster met zes punten geplaatst.

### Wapen van de gemeente Vollenhove
Op 1 februari 1942 werden beide gemeenten Ambt Vollenhove en Stad Vollenhove samengevoegd tot de nieuwe gemeente Vollenhove, waarvoor een nieuw wapen moest worden ontworpen. Het bisschoppelijke kruis (ter herinnering aan de Utrechtse bisschoppelijke macht, in het Oversticht was Vollenhove met zijn kasteel het belangrijkste bestuurscentrum) werd gehandhaafd, de sterren verdwenen echter. Een jachthoorn en een burcht waren nieuw toegevoegde elementen. De jachthoorn werd toegevoegd als herinnering aan het bisschoppelijke jachtrecht in de Middeleeuwen. De burcht werd als herinnering aan het kasteel van Vollenhove toegevoegd. De omschrijving luidt:
Gedeeld: I in keel een kruis van zilver, II Doorsneden, a in sinopel een jachthoorn van goud, beslagen en gesnoerd van hetzelfde, b in zilver een burcht van keel. Het geheel gedekt met een gouden kroon van 3 bladeren en 2 paarlen.
Het wapen is horizontaal gedeeld, dus links en rechts. Het eerste deel is rood van kleur met daarop een zilveren kruis. Het tweede deel is doorsneden, dus in een bovenste en onderste helft. Het eerste is groen van kleur met daarop een geheel gouden jachthoorn. Het onderste deel is van zilver met daarop een rode burcht. Op het wapen staat een gravenkroon.
Opmerking: Het wapen werd op 10 augustus 1942 bij besluit van de wrnd. Secretaris-Generaal van het Departement van Algemene Zaken aan de  gemeente Stad Vollenhove verleend, naar aanleiding van de fusie met Ambt Vollenhove. Omdat de gemeente Stad Vollenhove op dat moment niet meer bestond is dit wapen overgegaan op de nieuwe gemeente Vollenhove.

## Geschiedenis van het stadswapen
Een eerste zegel van Vollenhove toont een poort met vier toren. Twee torens zijn gedekt (hebben een dak) en twee zijn er getinneerd (hebben kantelen). Onder de poort een staande bisschop met in zijn linkerhand een kromstaf.
Het uiteindelijke wapen kwam voor het eerst voor op een zegel in de 17e eeuw. Het zegel heeft een paar verschillen met het wapen, zo is het schild op het zegel gedekt door een kroon van drie bladeren met daartussen twee parels. De sterren op het latere wapen zijn slechts deels gelijk aan de sterren op het zegel. Vollenhove bestond tot 1942 uit twee gemeenten, Stad- en Ambt Vollenhove die beiden een eigen wapen voerden. In 1942 werden deze twee gemeenten samengevoegd waarna een nieuw gemeenschappelijk wapen werd verleend aan deze gemeente, totdat de gemeente in 1973 werd opgeheven en samengevoegd met de voormalige gemeenten Blokzijl Giethoorn en Wanneperveen, om de nieuwe gemeente Brederwiede te vormen.

## Verwante wapens en versies
De volgende wapens zijn eveneens gebaseerd op het wapen van Vollenhove. Van het wapen van Stad Vollenhove zijn meerdere versies bekend en eveneens in Vollenhove in gebruik geweest.

Stad Vollenhove (zonder schildhouder)
Waterschap Vollenhove
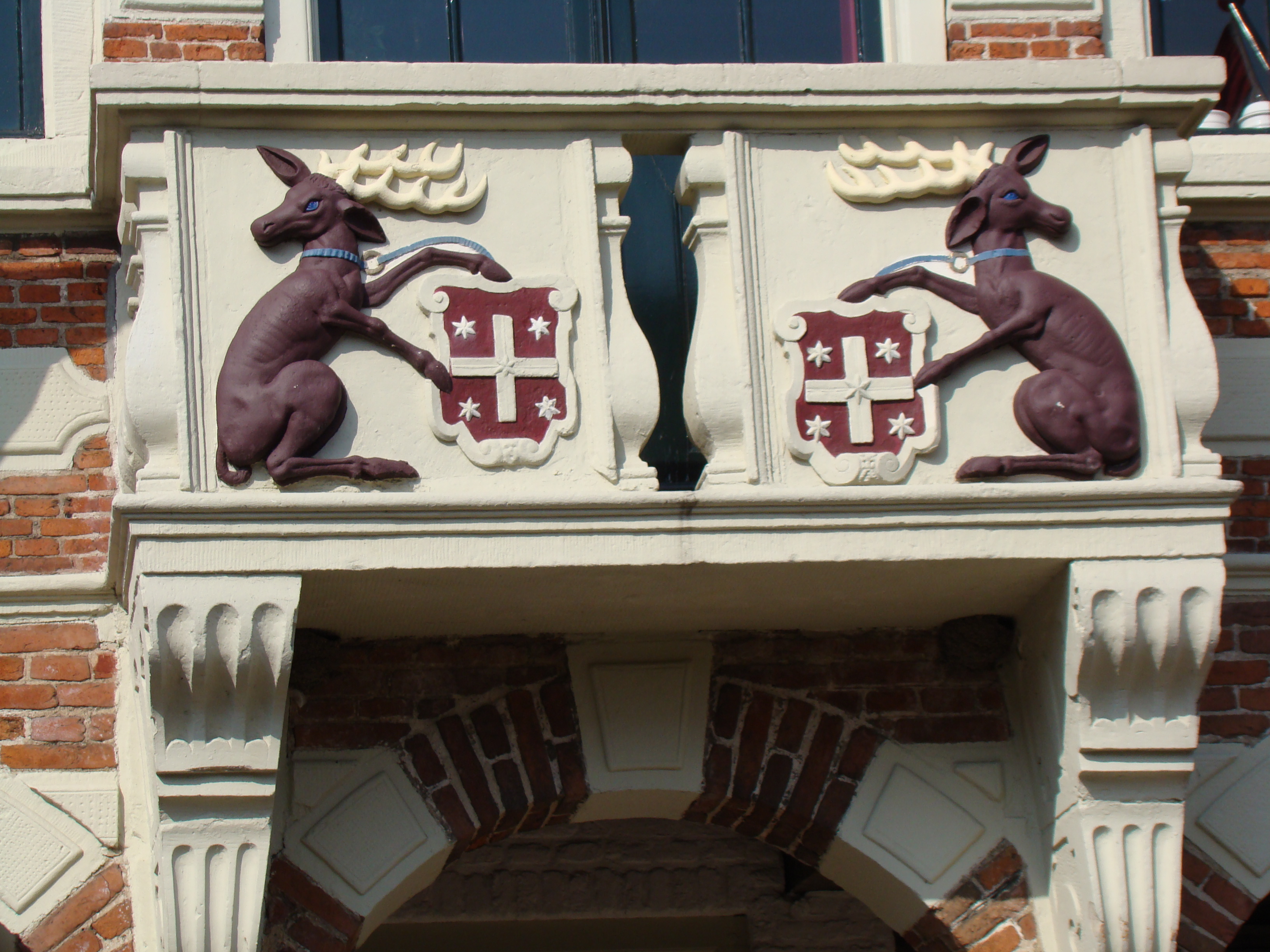
Het wapen als gevelsteen